# 墨西哥共产党
墨西哥共产党（西班牙語：Partido Comunista Mexicano），简称墨共（PCM），是墨西哥的一个已不存在的政党。
1919年9月14日，在墨西哥城召开的马克思主义小组、共产主义小组和社会主义团体第一次代表大会上成立墨西哥马克思主义社会党，何塞·阿伦任首任主席。同年11月，该党更名为墨西哥共产党。该党提出以进行社会主义革命为基本纲领，并领导工农运动。1929年2月，推动成立墨西哥统一工会联合会，并由共产党人任总书记。1929年6月—1934年，处于非法状态。1936年2月，领导成立了墨西哥劳工联合会。在第二次世界大战期间，片面执行共产国际关于建立统一战线的决议，犯了右倾错误。1940年，该党召开非常代表大会，将推行右倾机会主义路线的主要领导人开除出党。1954年，该党“十二大”提出建立工人阶级领导的，有农民、知识分子、小资产阶级和民族资产阶级参加的反帝统一战线。1963年12月，党的“十四大”通过新的政治纲领，提出无产阶级希望通过和平道路达到目的。从1975年该党“十七大”起，该党一直致力于合法斗争，在1978年5月的大选中，该党获18个议会席位。该党以科学社会主义理论为指导思想，把完成民族民主革命作为主要任务，在国际共运中强调尊重各党的独立和平等。该党曾于1950年和1973年发生两次分裂。1981年10月，该党“二十大”一致通过与社会主义行动和团结运动、墨西哥人民党、人民行动运动合并为一个统一的左翼政党（即墨西哥统一社会党）的决议；同年12月8日，该党并入墨西哥统一社会党。